# Atletismo nos Jogos Pan-Americanos de 1995 - 800 m feminino
As provas dos 800 m feminino nos Jogos Pan-Americanos de 1995 foram realizadas em 22 e 23 de março no Estádio Atlético "Justo Roman".

## Medalhistas
| Ouro                               | Prata                     | Bronze                       |
| Meredith Rainey USA Estados Unidos | Luciana Mendes BRA Brasil | Letitia Vriesde SUR Suriname |

## Resultados

### Eliminatórias
| Posição | Eliminatória | Nome            | Nacionalidade      | Tempo   | Notas |
| ------- | ------------ | --------------- | ------------------ | ------- | ----- |
| 1       | 1            | Luciana Mendes  | BRA Brasil         | 2:02.87 | Q     |
| 2       | 1            | Marta Orellana  | ARG Argentina      | 2:05.74 | Q     |
| 3       | 1            | Letitia Vriesde | SUR Suriname       | 2:06.00 | Q     |
| 1       | 2            | Meredith Rainey | USA Estados Unidos | 2:05.49 | Q     |
| 2       | 2            | Vicky Lynch     | CAN Canadá         | 2:06.81 | Q     |
| 3       | 2            | Odalmis Limonta | CUB Cuba           | 2:09.37 | Q     |

### Final
| Posição           | Nome             | Nacionalidade         | Tempo   | Notas |
| ----------------- | ---------------- | --------------------- | ------- | ----- |
| Medalha de ouro   | Meredith Rainey  | USA Estados Unidos    | 1:59.44 |       |
| Medalha de prata  | Luciana Mendes   | BRA Brasil            | 2:01.74 |       |
| Medalha de bronze | Letitia Vriesde  | SUR Suriname          | 2:02.25 |       |
| 4                 | Marta Orellana   | ARG Argentina         | 2:02.88 |       |
| 5                 | Vicky Lynch      | CAN Canadá            | 2:05.35 |       |
| 6                 | Jennifer Fisher  | BER Bermudas          | 2:05.62 |       |
| 7                 | Odalmis Limonta  | CUB Cuba              | 2:10.15 |       |
| 8                 | Charmaine Thomas | ANT Antígua e Barbuda | 2:11.18 |       |